# Apophylia cyanipennis
Apophylia cyanipennis es un coleóptero de la familia Chrysomelidae.
Fue descrita científicamente por primera vez en 1927 por Laboissiere.